# 電容分壓器
電容分壓器（英語：Capacitive voltage divider）是一個用串聯電容器組成，輸出電壓和輸入電壓成一定比例的線性電路，一般會用在高壓電壓的量測，電容分壓器和常見的電阻分壓器相同，也是依照電壓分配定則，只是用電容代替電阻。

## 舉例
電路中有二個串聯的電容器Cv及Cm，電容器的串聯電路中，電荷量Q為定值，電荷量Q可以表示為電容量及電容器二端的電壓的乘積，即{\displaystyle Q=C\cdot U}。

### 計算
由 {\displaystyle V_{q}={\frac {Q}{C_{\text{total}}}}} 及 {\displaystyle V_{m}={\frac {Q}{C_{m}}}}可得到下式
{\displaystyle Q=C_{\text{total}}\cdot V_{q}} 及 {\displaystyle Q=C_{m}\cdot V_{m}}

電容分壓器

其中 Ctotal 是二個電容器串聯所得的電容值，和二個電容的電容值有以下的關係：
{\displaystyle C_{\text{total}}={\frac {C_{v}\cdot C_{m}}{C_{v}+C_{m}}}}
整理以上的式子，可得：
{\displaystyle C_{\text{total}}\cdot V_{q}=C_{m}\cdot V_{m}}
可得到輸入電壓和輸出電壓有以下的關係：
{\displaystyle U_{q}={\frac {U_{m}\cdot C_{m}}{C_{\text{total}}}}}
可以求得輸出電壓如下：
{\displaystyle {\begin{aligned}V_{m}&=V_{q}\cdot C_{\text{total}}\cdot {\frac {1}{C_{m}}}\\&=V_{q}\cdot {\frac {C_{v}\cdot C_{m}}{C_{v}+C_{m}}}\cdot {\frac {1}{C_{m}}}\\&=V_{q}\cdot {\frac {C_{v}}{C_{v}+C_{m}}}\end{aligned}}}

## 應用
電容分壓器可以進行交流訊號的分壓：
- 在中高壓電網的系統中，可以用電容分壓代替功率變壓器。
- 用在測試上，確認是否有電壓。
- 示波器高壓電壓勾表的頻率補償。
- 電壓高到MV的高壓實驗室的電壓量測（可能是低頻或是高頻）。

量測用的電容分壓器需要加上阻尼，以避免和雜散電路（電感性電源線）之間造成的共振。因此，可以在每個電容器上並聯電阻器。有電阻器和電容器並聯的分壓器，可以用在直流或是交流的電壓下。